# Радомський університет
Технологічно-гуманітарний університет ім. Казимира Пуласького м. Радом —  університет у місті Радом в центральній Польщі.
Університет має 8-відділів — три технічних : механіка, транспорт і електротехніка, матеріалознавства, технології і дизайну, і 5 департаментів: комп'ютерних наук і математики, економіки, мистецтва, мови і освіти та охорони здоров'я і фізичної культури.
Заснований в Радомі в 1950 році.

## Відділення та напрямки
- Факультет наук про матеріали, технології та дизайну
- Інженерно-механічний факультет
- Департаменту транспорту і електротехніки
- економічний факультет
- Факультет комп'ютерних наук та математики
- факультету мистецтв
- факультет мови та педагогіки
- факультету наук про здоров'я і фізичну культуру

- Факультет наук про матеріали, технології та дизайн

Хіміко-технологічний
Косметологія
Дизайн
Управління та технології виробництва
- Інженерно-механічний факультет

Будівництво та експлуатація машини
Логістика
Механіка
Матеріалознавство
- Департамент транспорту та електротехніки

Транспорт
Електроніка та телекомунікації
Туризм та відпочинок
- Факультет економіки

Адміністрація
Економіка
Товари
- Факультет комп'ютерних наук та математики

Інформатика
Математика
- Факультет мистецтв

Інтер'єр
Мистецька освіта в галузі мистецтва
Графіка
Живопис
- Факультет філології та педагогіки

- Факультет наук про здоров'я і фізичну культуру

Фізіотерапія
Догляд
Фізична культура
- Інженерно-механічний факультет:

- Економічний факультет:

Страхування і фінанси
Бізнес-інформатики
Статистика
Кількість студентів — 8000 (за станом на 30 листопада 2009 р.) в тому числі студентів — іноземців — 3
Кількість співробітників — 1005 (станом на 31 грудня 2009 р.)
Кількість випускників — 30000.
Кількість житлових будинків — 4

## Кількість установ
- Інститут машинобудування
- Інститут Експлуатація транспортних засобів та устаткування
- Інститут прикладної механіки та енергетики
- Інститут фізичної культури і освіти
- Інститут управління та транспортної телематики
- Інститут транспортних систем

Кількість кафедр — 23
Число лабораторій — 79